# 美しき絆〜Hand in Hand〜
「美しき絆〜Hand in Hand〜」（うつくしききずな〜ハンド・イン・ハンド〜）は、アリスの楽曲。1979年12月20日に17枚目の「秋止符」と同日、東芝EMIからリリースした16枚目のシングル。

## 解説
1980年、ミルクランド北海道のキャンペーンソングとして使用された。B面はアリスのシングルでは初となるカラオケ音源。『ALICE VII』からのリカット。2020年10月28日にMEG-CDで再発された。「限りなき挑戦」武道館ライブの最終曲

## 収録曲

### SIDE 1
1. 美しき絆〜Hand in Hand〜
  - 作詞・作曲：谷村新司／編曲：前田憲男

### SIDE 2
1. 美しき絆－ハンド・イン・ハンド－（カラオケ）